# Tsuyoshi Dōmoto
Tsuyoshi Dōmoto (堂本 剛?, Dōmoto Tsuyoshi; Nara, 10 aprile 1979) è un cantautore, personaggio televisivo e attore giapponese.
Insieme a Kōichi Dōmoto, con il quale non è parente, dal 1991 è membro del gruppo KinKi Kids, un duo associato alla Johnny & Associates.

## Discografia
- 2002 - Rosso e azzurro
- 2004 - Si
- 2006 - Coward
- 2007 - Neo Africa Rainbow Ax
- 2008 - I and Ai (I AND 愛?)
- 2009 - Bigaku: My Beautiful Sky (美 我 空 – ビ ガ ク ～ my beautiful sky?)
- 2011 - Nippon (raccolta)
- 2012 - Shamanippon: Rakachi no Tohi (shamanippon -ラカチノトヒ-?)
- 2013 - Kaba (カバ?) (cover)
- 2014 - Shamanippon: Roi no Chinoi (shamanippon -ロイノチノイ-?)